# Dick Mast
Richard Mast (Bluffton, Ohio, 23 maart 1951) is een Amerikaanse golfprofessional. Hij heeft op de Nationwide Tour, de PGA Tour en de Champions Tour gespeeld. In 2012 heeft hij zich gekwalificeerd voor de Europese Senior Tour.
Mast studeerde aan het St. Petersburg Junior College en behaalde in 1971 zijn business-graad. 

## Professional
Mast werd in 1972 professional. Hij heeft veel gespeeld maar weinig gewonnen. Zijn beste jaar was 1990, toen hij drie toernooien won op de net opgerichte Ben Hogan Tour, de voorloper van de NIKE Tour en de Nationwide Tour. Hij eindigde als nummer 3 op de Order of Merit. Daarna speelde hij vaker op de PGA Tour. Zijn beste resultaat was een tweede plaats in het Milwaukee Open van 1992.
Tien hij vijftig jaar werd, stapte hij over naar de Champions Tour. In 2001 werd hij 8ste op de Tourschool. Eind 2007 verloor hij zijn speelrecht. Zijn beste resultaat op de Champions Tour was een derde plaats bij het Senior British Open van 2006.
In januari 2012 won hij de Europese Senior Tourschool en het US Senior Open.

## Gewonnen
Ben Hogan Tour
- 1990 Ben Hogan Gulf Coast Classic, Ben Hogan Pensacola Classic, Ben Hogan Fort Wayne Open

NIKE Tour
- 1999 NIKE New Mexico Classic